# Richard Rohr
Richard Rohr (ur. 1943 w Topeka w Stanach Zjednoczonych) – amerykański duchowny katolicki, franciszkanin. Rekolekcjonista i autor książek związanych z duchowością.

## Życiorys
Urodził się w rolniczej rodzinie w 1943 w Topeka w stanie Kansas w Stanach Zjednoczonych. W 1961 wstąpił do zakonu franciszkanów, a w 1970 otrzymał święcenia prezbiteratu. Jest założycielem i dyrektorem Center for Action and Contemplation, które od 1987 funkcjonuje w Albuquerque w stanie Nowy Meksyk.
Jest popularnym pisarzem katolickim w Stanach Zjednoczonych. Wystąpił w The Oprah Winfrey Show. Jego książki zostały przetłumaczone na wiele języków. 

## Publikacje wydane w języku polskim
- Rohr R., Ebert A., Enneagram: dziewięć typów osobowości, tłum. A. Kleszcz, Wydawnictwo WAM, Kraków, 2004, ISBN 83-7318-306-X.
- Rohr R., Tożsamość mężczyzny: pięć kroków męskiej inicjacji, tłum. P. Blumczyński, Wydawnictwo Salwator, Kraków, 2008, ISBN 978-83-7580-035-7.
- Rohr R., Nieśmiertelny diament: w poszukiwaniu prawdziwego ja, tłum. M. Chojnacki, Wydawnictwo WAM, Kraków, 2013, ISBN 978-83-7767-848-0.
- Rohr R., Poruszyć światem: kontemplacyjna postawa i modlitwa działania, tłum. A. Ziółkowski, T. Lubowiecka, Wydawnictwo Benedyktynów Tyniec, Kraków, 2013, ISBN 978-83-7354-459-8.
- Rohr R., Spadać w górę: duchowość na obie połowy życia, tłum. B. Majczyna, Wydawnictwo WAM, Kraków, 2013, ISBN 978-83-7767-188-7.
- Rohr R., Od mężczyzny dzikiego do mężczyzny mądrego: refleksje na temat męskiej duchowości, tłum. G. Baster, Wydawnictwo WAM, Kraków, 2014, ISBN 978-83-277-0062-9.
- Rohr R., Tak, ale...: medytacje codzienne, tłum. Ł. Malczak, Wydawnictwo M, Kraków, 2014, ISBN 978-83-7595-801-0.
- Rohr R., Nagie teraz: widzieć tak, jak widzą mistycy, tłum. W. Drążek, Wydawnictwo Charaktery, Kielce, 2014, ISBN 978-83-64721-03-8.
- Rohr R., Prostota: sztuka odpuszczania, tłum. A. Korolik, Wydawnictwo Charaktery, Kielce, 2015, ISBN 978-83-64721-07-6.
- Rohr R., Rzeczy ukryte: odkrywanie duchowości Pisma, tłum. M. Chojnacki, Wydawnictwo WAM, Kraków, 2015, ISBN 978-83-277-0159-6.
- Rohr R., Siewca miłości: własna droga Franciszka z Asyżu, tłum. A. Korolik, Wydawnictwo Charaktery, Kielce, 2015, ISBN 978-83-64721-13-7.
- Rohr R., Oddychając pod wodą: duchowość i Program Dwunastu Kroków, tłum. A. Korolik, Wydawnictwo Charaktery, Kielce, 2015, ISBN 978-83-64721-31-1.
- Rohr R., Milczące współ-czucie: odnajdywanie Boga w kontemplacji, tłum. A. Korolik, Wydawnictwo Charaktery, Kielce, 2016, ISBN 978-83-64721-68-7.
- Rohr R., W poszukiwaniu Graala, tłum. A. Korolik, Wydawnictwo Charaktery, Kielce, 2016, ISBN 978-83-65933-11-9.
- Rohr R., Uniwersalny Chrystus: prawda, która zmienia wszystko, tłum. W. Drążek, Wydawnictwo WAM, Kraków, 2019, ISBN 978-83-277-3184-5.
- Rohr R., Dzikość i mądrość: duchowość mężczyzny, tłum. G. Baster, Wydawnictwo WAM, Kraków, 2023, ISBN 978-83-277-3128-9.
- Rohr R., Prostota: sztuka odpuszczania, Wydawnictwo WAM, Kraków 2025, ISBN 978-83-277-3976-6.